# Mecopisthes millidgei
Mecopisthes millidgei är en spindelart som beskrevs av Jörg Wunderlich 1995. Mecopisthes millidgei ingår i släktet Mecopisthes och familjen täckvävarspindlar. Inga underarter finns listade i Catalogue of Life.